# ديفيد كولر
ديفيد كولر (بالتشيكية: David Koller)‏ هو مغني وملحن ومنتج أسطوانات تشيكي، ولد في 27 سبتمبر 1960 في براغ في التشيك.

## روابط خارجية
- ديفيد كولر على موقع IMDb (الإنجليزية)
- ديفيد كولر على موقع ميوزك برينز (الإنجليزية)
- ديفيد كولر على موقع ديسكوغز (الإنجليزية)
- ديفيد كولر على موقع قاعدة بيانات الفيلم (الإنجليزية)